# Замок Отелло

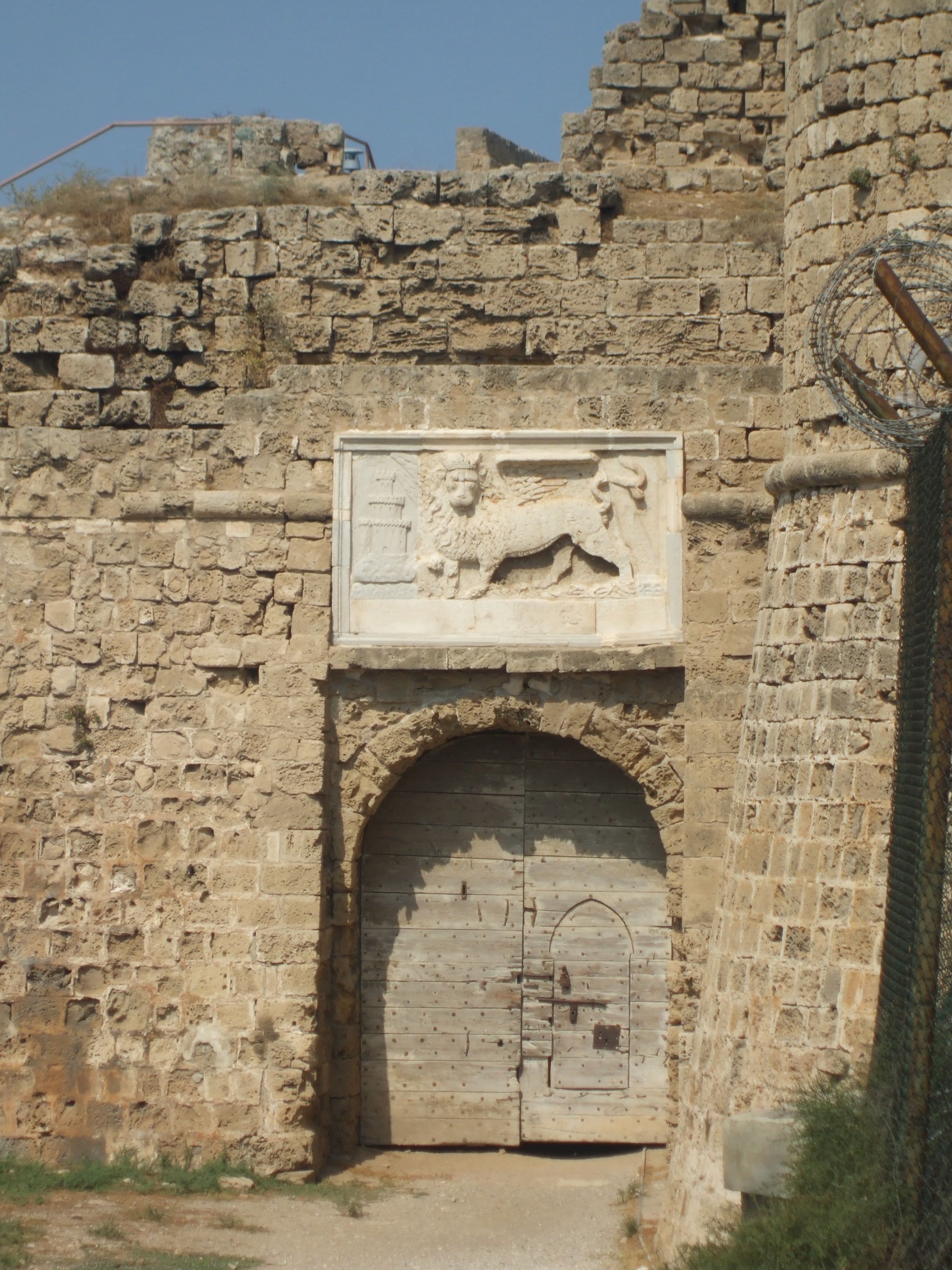
Ворота замку з венеційським левом святого Марка

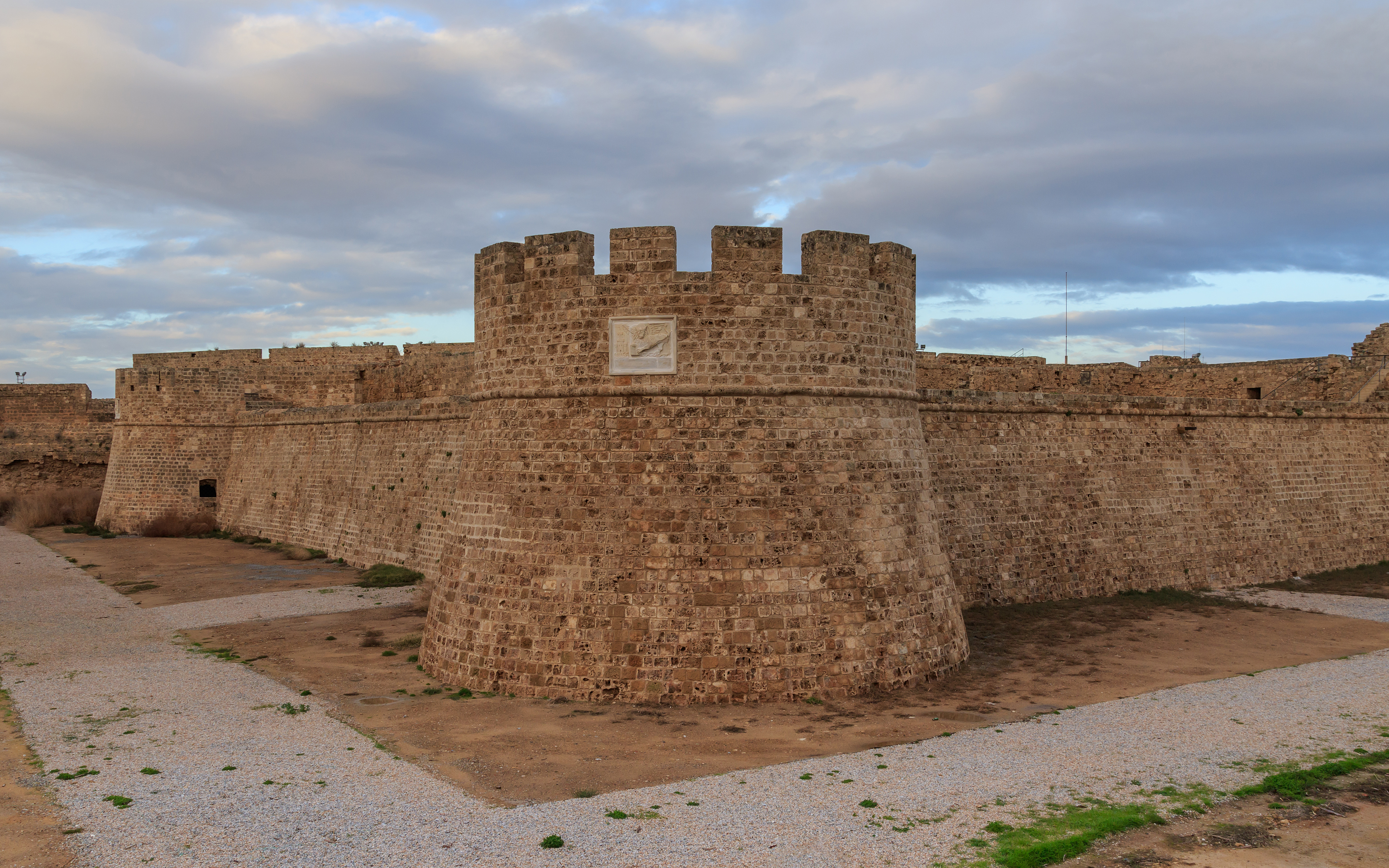
Бастіони замку Фамагусти

Замок Фамагусти або Замок Отелло (Вежа Отелло) — фортечна споруда в місті Фамагуста на Кіпрі, нині на території Турецької республіки Північного Кіпру.

## Історія
Розташований в північно-східній частині старого міста Фамагусти та примикає до мурів, що оточують вантажний порт.
На початку XIII століття король Кіпру Генріх I де Лузіньян (1218-1253) звів першу вежу для захисту порту Фамагусти. Замок повністю побудований в 1310. Після того, як острів перейшов під контроль Венеційської республіки, замок Отелло за розпорядженням коменданта Ніколо Фоскарі був реконструйований в 1492. Ремонтні роботи, які проводилися також щодо оточуючих місто мурів, тривали в цілому близько трьох років. Замок відбудований в стилі, притаманному епосі Відродження, над входом в нього була встановлена кам'яна плита із зображенням патрона Венеції — Лева святого Марка, із зазначенням імені Ніколо Фоскарі і датою 1492.
Замок мав чотири вежі, з'єднані внутрішніми коридорами і в яких були бійниці для ведення артилерійського вогню в разі нападу ворога з боку моря. При настанні бойових дій ці коридори використовувалися солдатами для швидкого перекидання підкріплень з однієї башти до іншої. На північ і південь від замку знаходиться прилеглий до нього двір, де можна побачити старовинні турецькі й іспанські бронзові гармати, деяким з яких більше 400 років, а також залізні і кам'яні ядра до них.

## Назва
Своє ім'я замок отримав вже під час британського колоніального володіння Кіпром. Пов'язане воно з відомою трагедією Шекспіра «Отелло», згідно з якою венеційський комендант Кіпру з ревнощів тут задушив свою дружину Дездемону. Легенда про цей злочин зв'язується з драматичними подіями життя губернатора Кіпру, лейтенанта Христофоро Моро, який правив островом в 1505-1508, за 65 років до захоплення Кіпру турками.

## Музей
В даний час в замку Отелло знаходиться музей тієї ж назви. Вхід в нього становить 9 турецьких лір. Вихідний - понеділок.